# Katharina Ceming

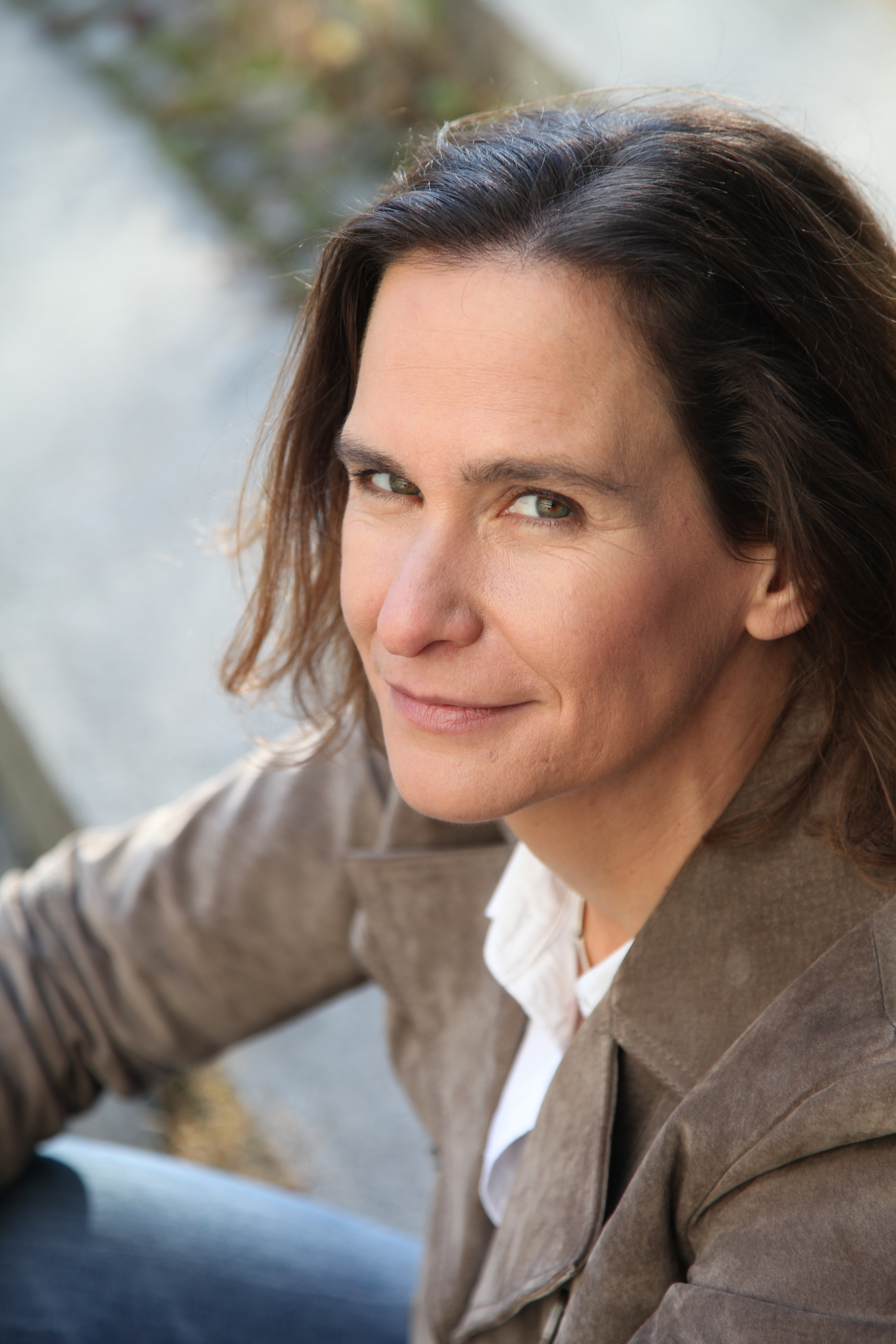
Katharina Ceming

Katharina Ceming (* 30. Mai 1970 in Augsburg) ist eine deutsche Theologin und Philosophin.

## Leben
Ceming studierte von 1990 bis 1995 Germanistik und Katholische Theologie an der Universität Augsburg. 1999 promovierte sie in Philosophie. 2002 habilitierte sie sich in Augsburg in Theologie mit einer Studie zur mystischen Theologie des Christentums, des Hinduismus und Buddhismus. Von 2003 bis 2006 hatte sie eine Vertretungsprofessur an der Universität Paderborn inne. 2009 promovierte sie zusätzlich in Theologie zum Thema Religionen und Menschenrechte. Seit 2009 ist sie außerplanmäßige Professorin an der Universität Augsburg. Seit 2011 arbeitet Katharina Ceming freiberuflich als Publizistin und Dozentin.

## Philosophische Lehre
Katharina Ceming beschäftigt sich mit der Frage nach dem „gelingenden Leben“. Dabei geht sie von einer antiken Definition des Glücks aus, wonach dieses nicht primär eine Emotion, sondern eine Haltung dem Leben gegenüber, darstellt.
Einer der Schwerpunkte ihrer Arbeit in Seminaren und auf philosophischen Reisen liegt in der Schulung des Denkens, das nach Ceming für das Erreichen dieser Haltung und dieses Glücks notwendig ist.
Ein geschultes Unterscheidungsvermögen ist ein wichtiges Werkzeug, welches im postfaktischen Zeitalter eine Orientierung jenseits von Ideologien und Fanatismen schaffen kann. Ein so geübtes Denken trägt dazu bei sowohl die gesellschaftlich-politischen Umstände als auch die eigenen Meinungen und Urteile auf ihre Qualität hin zu prüfen und dort zu verändern, wo es nötig und möglich ist. Die individual-praktische Dimension einer solchen Haltung kann sich in einer größeren Gelassenheit ausdrücken. Mit diesem Zusammenhang beschäftigt sich Katharina Ceming ebenfalls in ihrer Arbeit.

## Theologische Arbeit
Ceming geht in ihrer theologischen Arbeit u. a. religionssoziologischen und religionsphilosophischen Fragen nach. So beschäftigt sie sich eingehend mit dem Verhältnis von Menschenrechten und Religionen und mit dem Gewaltpotential in Religionen. Daneben wendet sie sich Strukturen und Inhalten zu, welche Religionen verbinden. Dazu gehört die mystische Seite der Religionen. Aufgrund ihrer religionsübergreifenden Kenntnisse entwirft sie eine Vorstellung von einer Spiritualität, wie diese im 21. Jahrhundert gelebt werden kann. Diese ist unter anderem von Theorien des US-amerikanischen Philosophen Ken Wilber beeinflusst. 

## Publikationen (Auswahl)
- Mystik und Ethik bei Meister Eckhart und Johann Gottlieb Fichte. Lang, Frankfurt 1999, ISBN 3-631-35177-1.
- mit Jürgen Werlitz: Die verbotenen Evangelien. Apokryphe Schriften. Pattloch, Augsburg 1999; 6. Auflage: Marix, Wiesbaden 2016, ISBN 978-3-86539-146-9.
- Mystik im interkulturellen Vergleich (= Interkulturelle Bibliothek. Band 93). Verlag Traugott Bautz, Nordhausen 2005, ISBN 3-88309-270-3.
- Gewalt und Weltreligionen. Eine interkulturelle Perspektive (= Interkulturelle Bibliothek. Band 102). Verlag Traugott Bautz, Nordhausen 2005, ISBN 3-88309-280-0.
- Einheit im Nichts. Die mystische Theologie des Christentums, des Hinduismus und Buddhismus im Vergleich. Edition Verstehen, Augsburg 2004, ISBN 3-937736-01-8.
- mit Hans P. Sturm: Buddhismus. Fischer-Taschenbuch-Verlag, Frankfurt am Main 2005; Neuausgabe: Buddhismus. Eine Einführung. 2012, ISBN 978-3-596-19294-6.
- Sorge dich nicht um morgen. Die Bergpredigt buddhistisch gelesen. Kösel, München 2009, ISBN 978-3-466-36860-0.
- Ernstfall Menschenrechte. Die Würde des Menschen und die Weltreligionen. Kösel, München 2010, ISBN 978-3-466-36822-8.
- Spiritualität im 21. Jahrhundert. Phänomen-Verlag, Hamburg 2012, ISBN 978-3-943194-26-5.
- Ab in die Wüste. Kösel, München 2013, ISBN 978-3-466-37075-7.
- mit Christa Spannbauer: Der spirituelle Notfallkoffer. Trinity, München 2015, ISBN 978-3-95550-097-9.
- mit Christa Spannbauer: Denken macht glücklich. Europa-Verlag, München 2016, ISBN 978-3-95890-049-3.
- Denken hilft! Philosophische Anstöße für heute. Patmos Verlag 2017, ISBN 978-3843609685.
- Lass mal! Mit Meister Eckhart ins Hier und Jetzt. Vier-Türme-Verlag 2018, ISBN 978-3-7365-0157-7.
- Das Lächeln des Buddha und die Bergpredigt. S. 1–19 ( auf kw.uni-paderborn.de)